# فيرونيكا هاردي
فيرونيكا هاردي (بالبرتغالية: Veronica Hardy؛ مواليد 30 أكتوبر 1995) هي مُقاتل فنون قتالية مختلطة فنزويلية.

## وصلات خارجية
- فيرونيكا هاردي على موقع يو إف سي (الإنجليزية)
- فيرونيكا هاردي على موقع شيردوغ (الإنجليزية)
- فيرونيكا هاردي على موقع IMDb (الإنجليزية)
- فيرونيكا هاردي على موقع قاعدة بيانات الفيلم (الإنجليزية)